# Željko Šimić
Željko Šimić (Alagovac kod Gruda, 28. siječnja 1944.), jedan od najpoznatijih hrvatskih guslara. Počeo je gusliti u dvanaestoj godini, a dosada je snimio preko 100 guslarskih pjesama. Po zanimanju je nastavnik matematike. Jedan od njegovih učenika bio je Milan Bandić. Prvi mu je uradak objavljen u diskografskom domu Jugoton pod naslovom Andrijica Šimić gorski harambaša. Pjesme uglavnom piše sam, a inspiraciju pronalazi u povijesti, u ratovima i tragedijama. U pjesmama slavi Hrvate i Hrvatsku, njihovu povijest i sadašnjost. 
Autor je epa Životni put Milana Bandića.
Od hrvatskih guslara najviše se dao u opjevavanje Domovinskog rata. Autor je spjevova Smrt doktora Andrije Artukovića, Ustoličenje doktora Franje Tuđmana, Kako Srbi u logorim' muče, Krv se proli za Lijepu našu, Četnik nikad u zapadnu ne će, Pogibija hrvatskog viteza Tihomira Mišića, Herceg-Bosno, više mi te nema, Bjež' Srbine dolazi Oluja, Smrt Mate Bobana, Umro je Gojko Šušak, Smrt doktora Franje Tuđmana, Viteški dragovoljci u Haagu, Vrati Stipe vojsci generale i Ne sudite generala Norca. U nekim spjevovima poput Tko to pravi u Neumu vile?, Jesen stiže izbori se bliže i Kud pobježe Sanaderu Ivo Jadranka nova premijerka žestoko kritizira vlast i opjevava kriminal. U spjevu Naše selo sada i nekada opjevao je sukob današnjice i minulog doba. Također je 1999. izdao spjev o nogometašu Zvonimiru Bobanu, Zvonimir Boban od Mračaja do Milana.
Godine 2017. Šimić je izdao spjev Tragedija braće Buconjića, koji govori o stradanju hercegovačkih ustaša u poraću Drugoga svjetskog rata, tj. o primjeru u kojem su Titovi partizani likvidirali devetero članova jedne obitelji.

## Diskografija
- Andrijica Šimić gorski harambaša, Jugoton
- Bjež Srbine dolazi "Oluja", DAMMiC, 1995.
- Šimica Karamatić, 1997.
- Hrvatski narodni junak hajduk Andrijica Šimić, Tamara records, 1999.[4]
- Istina o Bleiburgu, Tamara records, 1999.[5]
- Šimica Karamatić, Tamara records, 1999.[6]
- Sretnička tragedija, 2000.[7]
- Vrati Stipe vojsci generale, 2001.
- Šesta obljetnica Gospe u Međugorju,  Tamara records, 2002.[8]
- Umro je Gojko Šušak,  Tamara records, 2002.[9]
- Muka Kristova, Tamara records, 2002.[10]
- Tko ukrade Herceg-Bosne marke, 2003.[11]
- Smrt Dive Grabovčeve, Tamara records, 2003.[12]
- Muka Stipana Javora, Tamara records, 2004.[13]
- Nevjesta vara svekra i svekrvu, Tamara records, 2004.[14]
- Nevjeste, cure i svekrve danas i nekada, Tamara records, 2004.[15]
- Papa u Hrvatskoj, Tamara records, 2004.[16]
- Tuđman spašava Hrvatsku od vojnog udara, Tamara records, 2004.[17]